# Groupe de travail sur l'espace

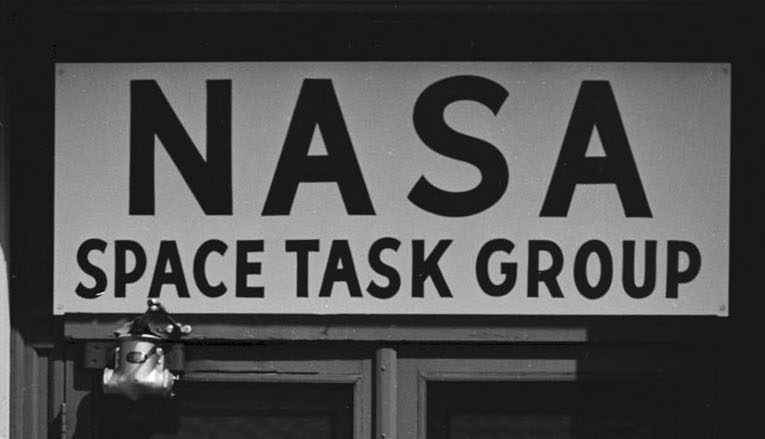
Enseigne sur le bâtiment du groupe de travail sur l'espace en juin 1961

Le Groupe de travail sur l'espace (en anglais : Space Task Group) était un groupe de travail rassemblant des ingénieurs de la NASA, créé au début du programme spatial des États-Unis en 1958, dont la mission était de définir les premières missions avec équipage de l'agence spatiale américaine. Dirigé par Robert Gilruth, il est d'abord basé au centre de recherche Langley à Hampton en Virginie. À la suite de la décision du président John Fitzgerald Kennedy en 1961, de lancer un homme vers la Lune, la NASA décide qu'une organisation beaucoup plus importante est nécessaire ainsi que de nouvelles installations, afin que le groupe de travail puisse remplir ses fonctions. Le groupe sera alors incorporé au 'Centre des engins spatiaux habités' (le Manned Spacecraft Center) devenu le Centre spatial Lyndon B. Johnson de Houston au Texas.
Le terme est réutilisé plus tard à plusieurs reprises pour désigner des groupes de travail mis en place par le président des États-Unis pour élaborer le programme spatial habité, présidé par le vice-président. Par exemple, le président Richard Nixon a confié à un groupe portant cette appellation la tâche d'élaborer les grandes lignes des stratégies du programme spatial habité américain qui devait prend la suite du programme Apollo. Ce groupe est présidé par Spiro T. Agnew.

## Histoire
Le premier groupe de travail sur l'espace est créé le 5 novembre 1958 et est présidé par Robert Gilruth. Il est d'abord constitué de 45 personnes, incluant huit secrétaires. Des 37 ingénieurs qui y participent, 27 sont issus du Centre de recherche Langley et 10 proviennent du Lewis Research Center de Cleveland en Ohio. Les membres qui composent le groupe au départ sont : Charles Donlan, l'adjoint de Gilruth, Max Faget, le chef de l'ingénierie: Chuck Mathews, le chef des opérations de vols : Chris Kraft, aussi dans les opérations de vols et Glynn Lunney, qui à 21 ans est le plus jeune membre du groupe. Le responsable de l'office des affaires publiques est John A. Powers. En 1959, le groupe s'étoffe en incorporant 32 ingénieurs canadiens, devenus disponibles à la suite de l’annulation du projet Avro Arrow. Ces nouveaux ingénieurs incluent Jim Chamberlin (en), George Harris, John Hodge, Owen Maynard (en), Bryan Erb, Rodnet Rose et Tecwyn Roberts.
À la suite de la décision du président Kennedy, prise le 25 mai 1961, lors du Special Message to the Congress on Urgent National Needs, de lancer un homme vers la Lune, le directeur et administrateur de la NASA James E. Webb décide d'étoffer l'organisation présidée par Gilruth et de créer un nouvel établissement entièrement destiné au programme spatial habité. Webb obtient l'accord de Kennedy ainsi que celui du Congrès et en août 1961, il met en place une équipe afin de déterminer l'emplacement de ce nouveau centre. Le 19 septembre, Webb annonce la création du nouveau centre de vaisseaux spatiaux habités (Manned Spacecraft Center, MSC). Il sera construit à Houston au Texas, le site est un don de l'Université Rice. Gilruth prépare immédiatement son groupe à la transition vers le nouveau centre, il organise une augmentation du personnel et un déménagement vers Houston, le groupe utilise des bureaux en location et des espaces d'essais sur 12 sites différents pendant la construction du nouveau centre. Fin septembre 1962, le déménagement est achevé, marquant la fin du groupe de travail. Le centre de vaisseaux spatiaux habités a été achevé en septembre 1963.